# Michał Krzyżanowski
Michał Krzyżanowski herbu Świnka (zm. w 1810 roku) – kasztelan międzyrzecki w 1790 roku, kasztelan santocki w latach 1786–1790, marszałek Trybunału Głównego Koronnego w 1787 roku w Piotrkowie, podczaszy poznański w latach 1783–1786, cześnik poznański w latach 1780–1783, miecznik kaliski w latach 1773–1780.

## Życiorys
Poseł województwa poznańskiego na sejm 1784 roku. Był członkiem konfederacji Sejmu Czteroletniego w 1788 roku.
W 1788 roku został odznaczony Orderem Orła Białego, w 1786 roku został kawalerem Orderu Świętego Stanisława.